# Elnes
Ne doit pas être confondu avec Elne.
Elnes est une commune française située dans le département du Pas-de-Calais en région Hauts-de-France. Ses habitants sont appelés les Elnois.
La commune fait partie de la communauté de communes du Pays de Lumbres qui regroupe 36 communes et compte 24 187 habitants en 2021.
Le territoire de la commune est situé dans le parc naturel régional des Caps et Marais d'Opale.

## Géographie

### Localisation
Localisée dans le nord-est du département du Pas-de-Calais, la commune, située, à vol d'oiseau, à 11 kilomètres au sud-ouest de Saint-Omer (chef-lieu d'arrondissement et aire d'attraction) et limitrophe, au nord, de la commune de Lumbres, fait partie du parc naturel régional des Caps et Marais d'Opale. La topographie est marquée par la vallée de l'Aa, des coteaux calcaires et des monts qui forment un paysage en courbes.

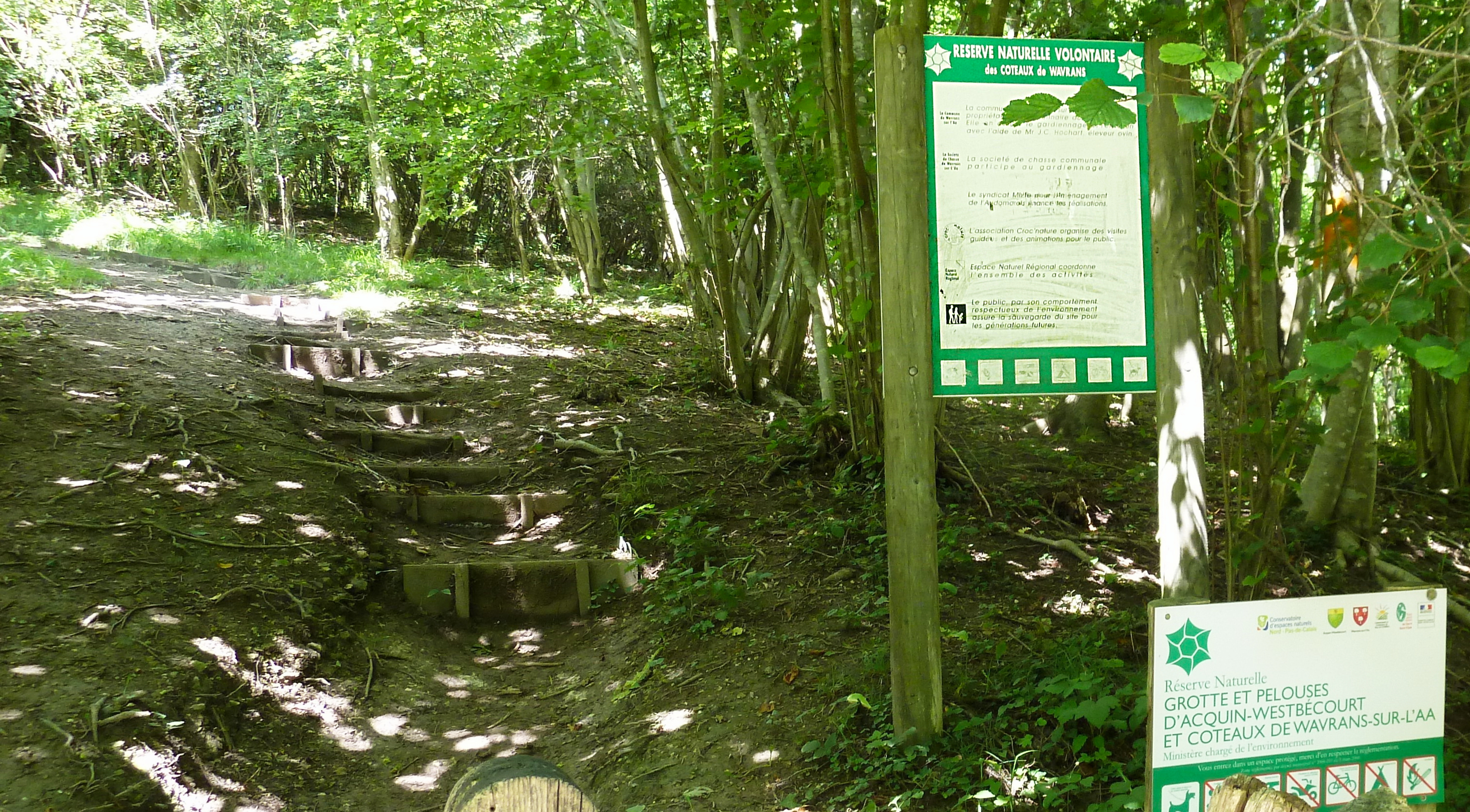
L'accès à la réserve naturelle nationale des grottes et des pelouses d'Acquin-Westbécourt et des coteaux de Wavrans-sur-l'Aa.
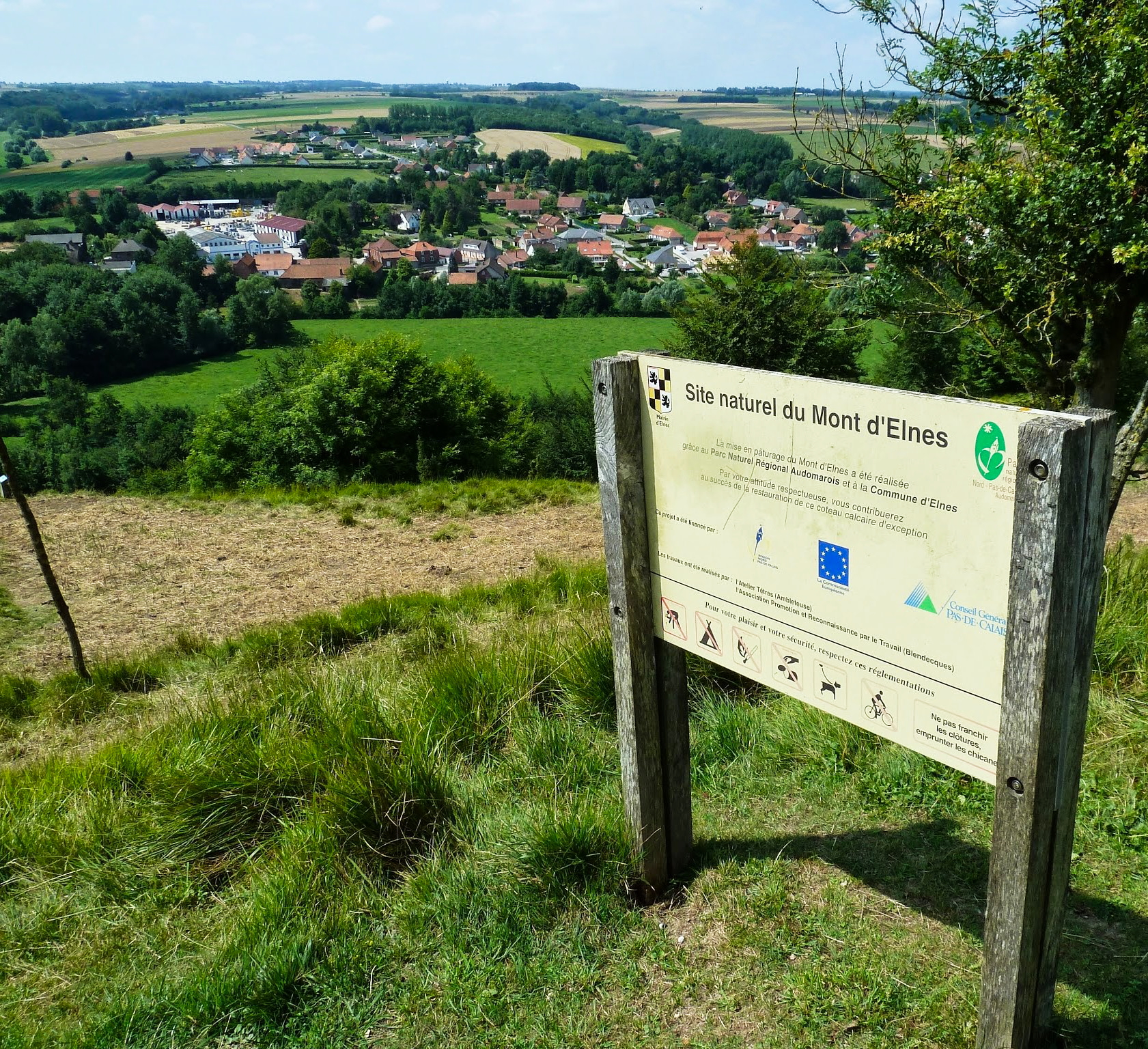
Elnes vue des coteaux de Wavrans-sur-l'Aa.
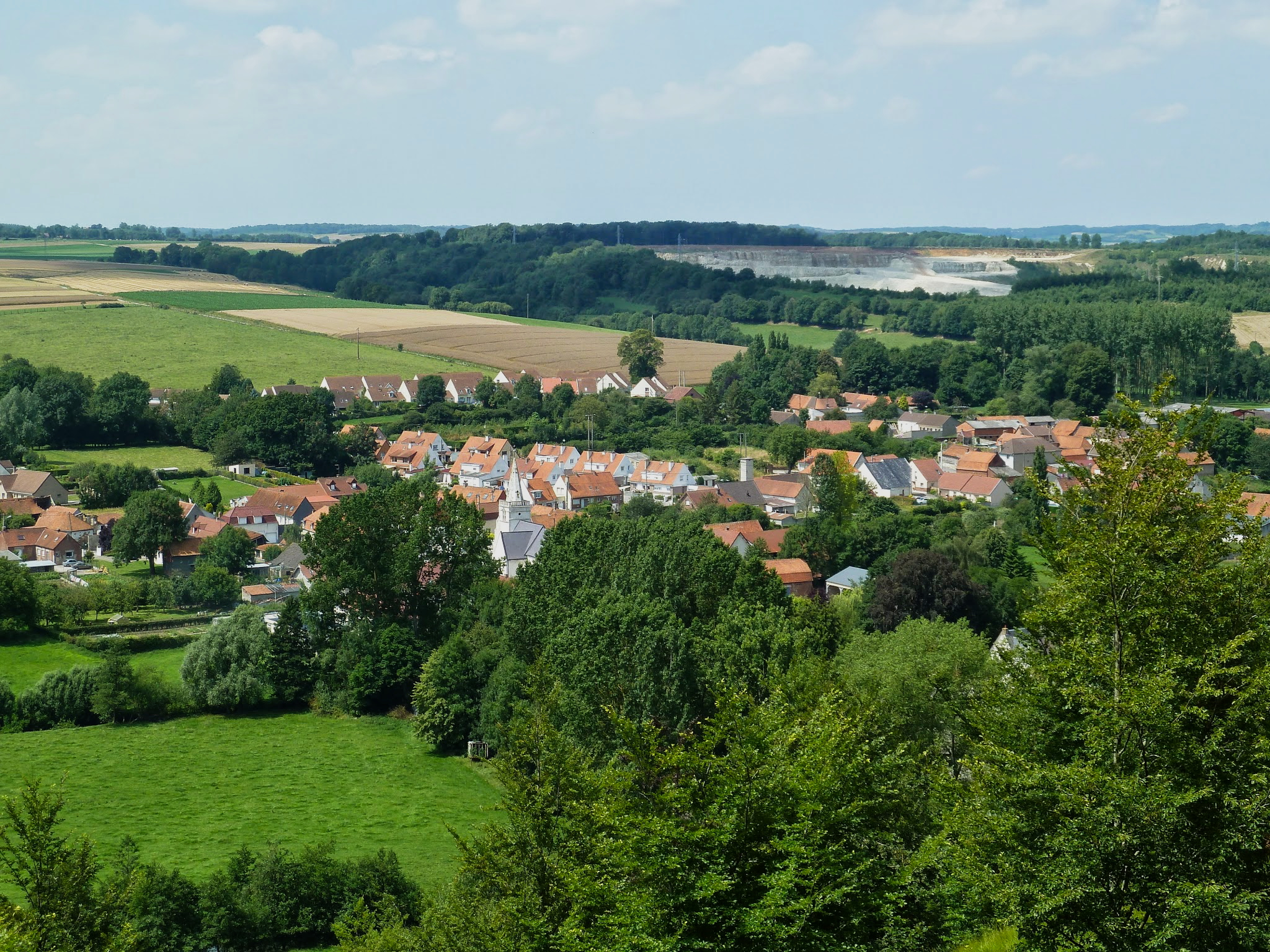
L'Église Saint-Martin vue des coteaux de Wavrans-sur-l'Aa.

Le territoire de la commune est limitrophe de ceux de six communes.
Les communes limitrophes sont Lumbres, Setques, Wavrans-sur-l'Aa, Wismes, Affringues et Esquerdes.

### Géologie et relief
La superficie de la commune est de 6,33 km2 ; son altitude varie de 40  à   144 m.

### Hydrographie

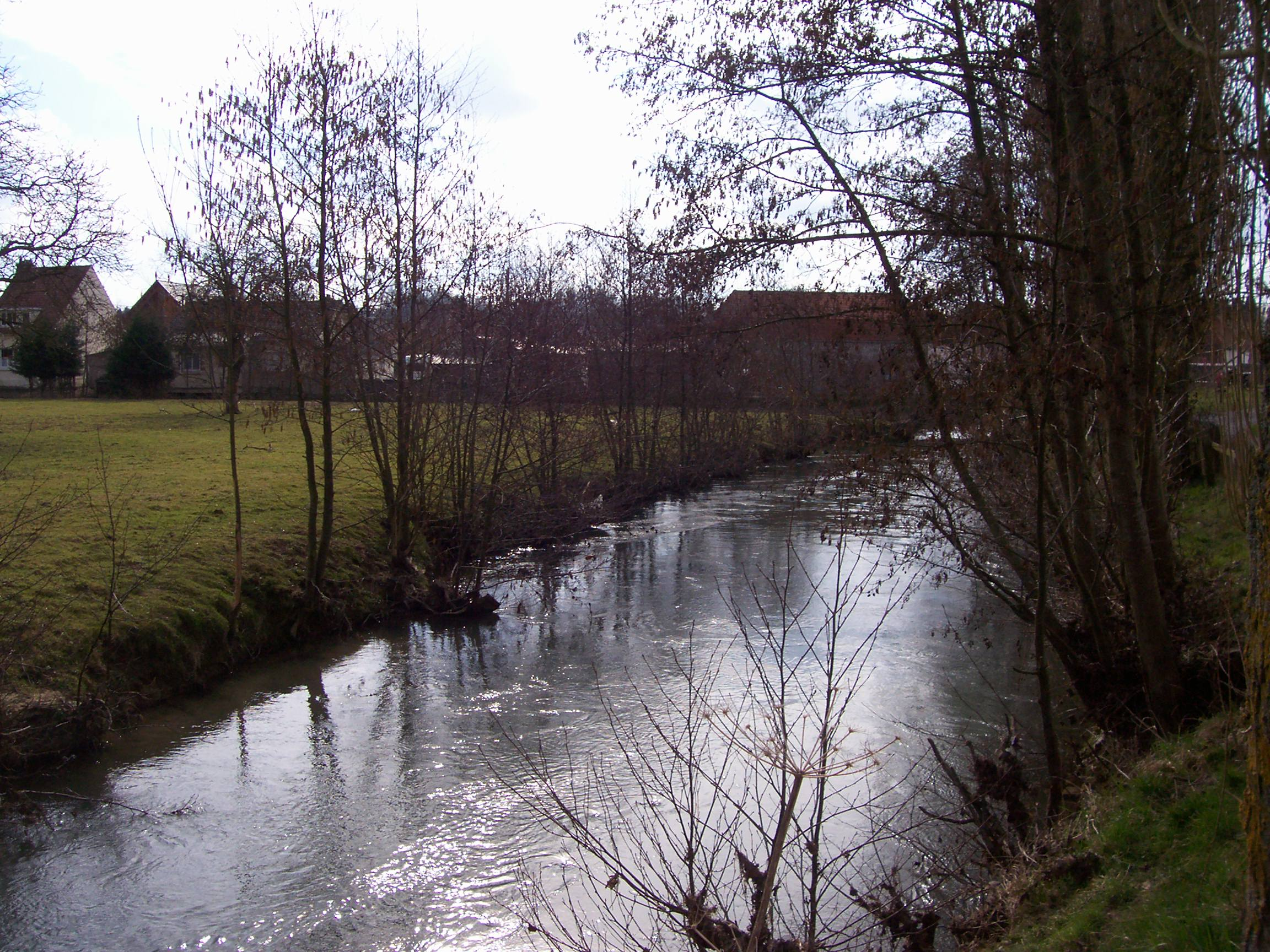
L'Aa à Elnes, mars 2010.

Le territoire de la commune est situé dans le bassin Artois-Picardie.
Le fleuve qui longe ce village, l'Aa, prend sa source dans les collines de l'Artois à Bourthes et se jette dans le canal de Neufossé au niveau de la commune de Saint-Omer.
Deux petits cours d'eau se jettent dans l'Aa au niveau de la commune : le Ruisseau du Marais, d'une longueur de 7,76 km, qui prend sa source dans la commune de Nielles-lès-Bléquin et la Pourchinte, d'une longueur de 3,91 km, qui prend sa source dans la commune de Wismes.

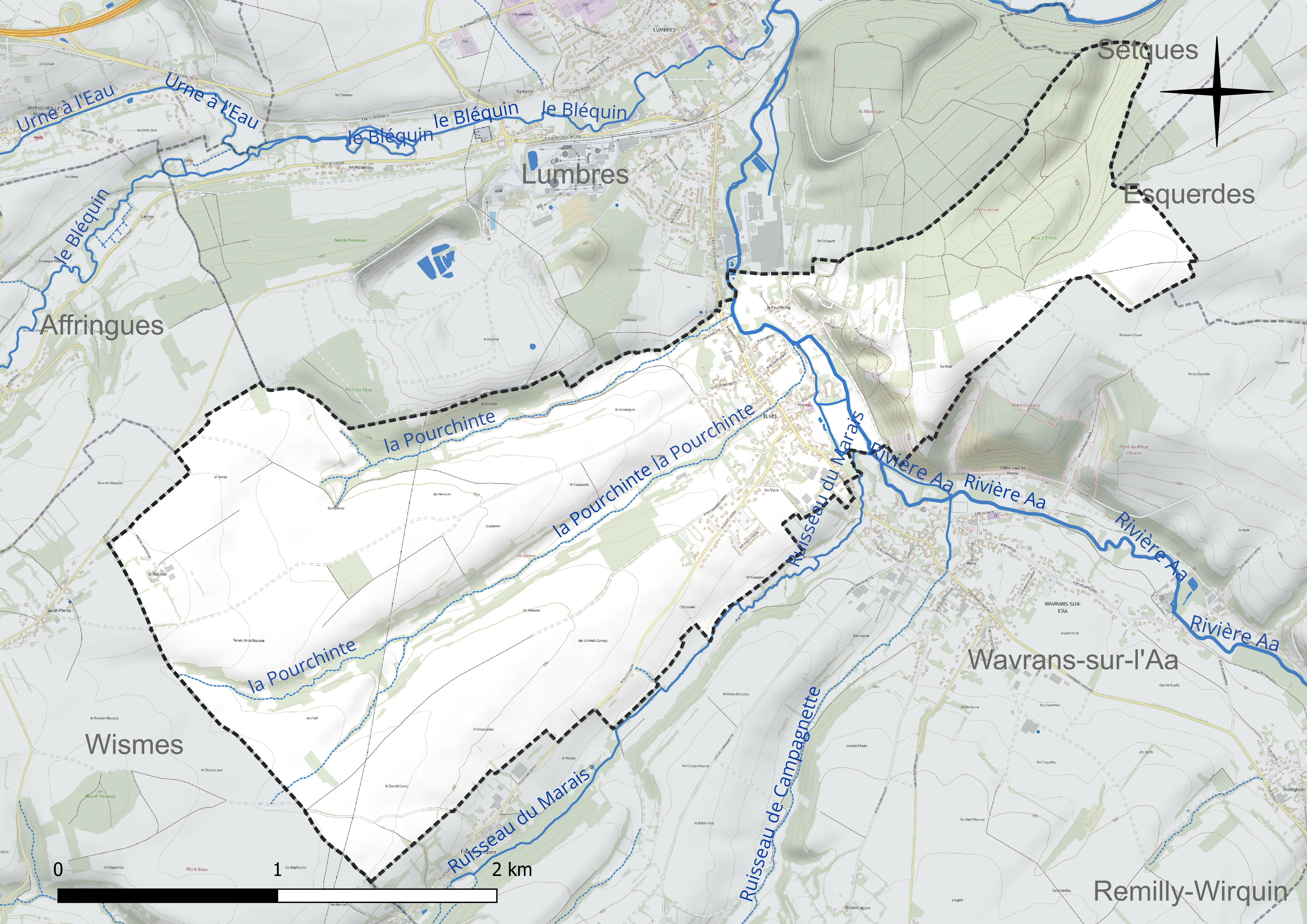
Réseau hydrographique d'Elnes.

### Climat
Pour des articles plus généraux, voir Climat des Hauts-de-France et Climat du Pas-de-Calais.
En 2010, le climat de la commune est de type climat océanique altéré, selon une étude du CNRS s'appuyant sur une série de données couvrant la période 1971-2000. En 2020, Météo-France publie une typologie des climats de la France métropolitaine dans laquelle la commune est exposée à un climat océanique et est dans la région climatique Côtes de la Manche orientale, caractérisée par un faible ensoleillement (1 550 h/an) ; forte humidité de l’air (plus de 20 h/jour avec humidité relative > 80 % en hiver), vents forts fréquents.
Pour la période 1971-2000, la température annuelle moyenne est de 10,2 °C, avec une amplitude thermique annuelle de 13,6 °C. Le cumul annuel moyen de précipitations est de 886 mm, avec 12,8 jours de précipitations en janvier et 8,5 jours en juillet. Pour la période 1991-2020, la température moyenne annuelle observée sur la station météorologique la plus proche, située sur la commune de Nielles-lès-Bléquin à 7 km à vol d'oiseau, est de 10,6 °C et le cumul annuel moyen de précipitations est de 976,9 mm,. Pour l'avenir, les paramètres climatiques de la commune estimés pour 2050 selon différents scénarios d'émission de gaz à effet de serre sont consultables sur un site dédié publié par Météo-France en novembre 2022.

### Paysages
Pour un article plus général, voir Paysage en France.
La commune s'inscrit dans les « paysages des hauts plateaux artésiens » tels qu’ils sont définis dans l’atlas de paysages de la région Nord-Pas-de-Calais, conçu par la direction régionale de l'Environnement, de l'Aménagement et du Logement (DREAL),.
Ces paysages, qui concernent 77 communes du Pas-de-Calais, se situent à l'extrémité ouest des collines de l'Artois qui traversent le Pas-de-Calais d'Arras au Boulonnais. L'altitude de ces paysages dépassent les 180 mètres. Ces dimensions sont modestes, d'une quinzaine de kilomètres du sud-est au nord-ouest et d'une vingtaine de kilomètres dans sa dimension la plus grande.
Ces « paysages des hauts plateaux artésiens », appelés aussi « Haut Artois », se caractérisent par trois ensembles écopaysagers : 
- l'ensemble mésophile ouvert du plateau artésien calcaire ;
- l'ensemble alluvial des fonds de vallée de la Lys et de l'Aa ;
- l'ensemble calcicole des versants calcaires des vallées[14].

Le « Haut Artois » dispose d'une importante densité de corridors biologiques bien interconnectés.
Dans le « Haut Artois », pas de villes, c'est une des rares terres rurales de la région, les communes les plus importantes sont, du nord au sud, Lumbres, Fauquembergues et Fruges. Le « Haut Artois », drainé par l'Aa et la Lys, constitue le sommet de l'anticlinal artésien, paysage ventée, froid et aux précipitations importantes qui en font le château d'eau régional.
Leș cultures représentent environ 60 % des sols, les prairies entre 26 et 27 %, les bois de 5 à 8 % et les villages et bourgs de 5 à 8 %, l'industrie y est peu présente.

### Milieux naturels et biodiversité

#### Espaces protégés et gérés
La protection réglementaire est le mode d’intervention le plus fort pour préserver des espaces naturels remarquables et leur biodiversité associée.
Dans ce cadre, la commune fait partie de quatre espaces protégés et gérés : 
- le parc naturel régional des Caps et Marais d'Opale, d’une superficie de 132 499 ha réparties sur 154 communes, géré par le syndicat mixte d'aménagement et de gestion du parc naturel régional des Caps et Marais d'Opale[16] ;
- la RNN de la grotte et des pelouses d'Acquin-Westbecourt et des coteaux de Wavrans-sur-l'Aa et coteaux d Elnes, réserve naturelle nationale (RNN), d’une superficie de 5,504 ha, parcelle acquise en maitrise foncière. Terrain acquis (ou assimilé) par le Conservatoire d'espaces naturels des Hauts-de-France[17] ;
- la RNN de la grotte et des pelouses d'Acquin-Westbecourt et des coteaux de Wavrans-sur-l'Aa et coteaux d Elnes, réserve naturelle nationale, d’une superficie de 62,941 ha, parcelle en maitrise d'usage. Terrain géré (location, convention de gestion) par le Conservatoire d'espaces naturels des Hauts-de-France[18] ;
- les espaces réhabilités de la carrière de Lumbres, terrain géré (location, convention de gestion) par le conservatoire d'espaces naturels des Hauts-de-France, d'une superficie de 44,646 ha[19].

#### Zones naturelles d'intérêt écologique, faunistique et floristique
L’inventaire des zones naturelles d'intérêt écologique, faunistique et floristique (ZNIEFF) a pour objectif de réaliser une couverture des zones les plus intéressantes sur le plan écologique, essentiellement dans la perspective d’améliorer la connaissance du patrimoine naturel national et de fournir aux différents décideurs un outil d’aide à la prise en compte de l’environnement dans l’aménagement du territoire.
Le territoire communal comprend trois ZNIEFF de type 1 :
- La montagne de Lumbres, d’une superficie de 294 ha et d'une altitude variant de 36  à   143 m. Ce site situé sur le versant droit de la vallée de l’Aa, au sud-est de Lumbres, est un vaste promontoire boisé[20] ;
- les pelouses crayeuses de Wavrans et Elnes, d’une superficie de 137 ha et d'une altitude variant de 50  à   110 m. Ce site, sur le flanc exposé au sud de la vallée de l’Aa, représente la partie méridionale du promontoire crayeux au pied duquel serpente l’Aa à partir de Remilly-Wirquin[21] ;
- La haute Aa et ses végétations alluviales entre Remilly-Wirquin et Wicquinghem, d’une superficie de 564 ha et d'une altitude variant de 40  à   118 m[22].

et une ZNIEFF de type 2 : la moyenne vallée de l’Aa et ses versants entre Remilly-Wirquin et Wizernes. La moyenne vallée de l’Aa et ses versants représentent un remarquable ensemble écologique associant des habitats très différents constituant des complexes de végétations souvent complémentaires.

Carte des ZNIEFF de type 1 et 2 sur la commune
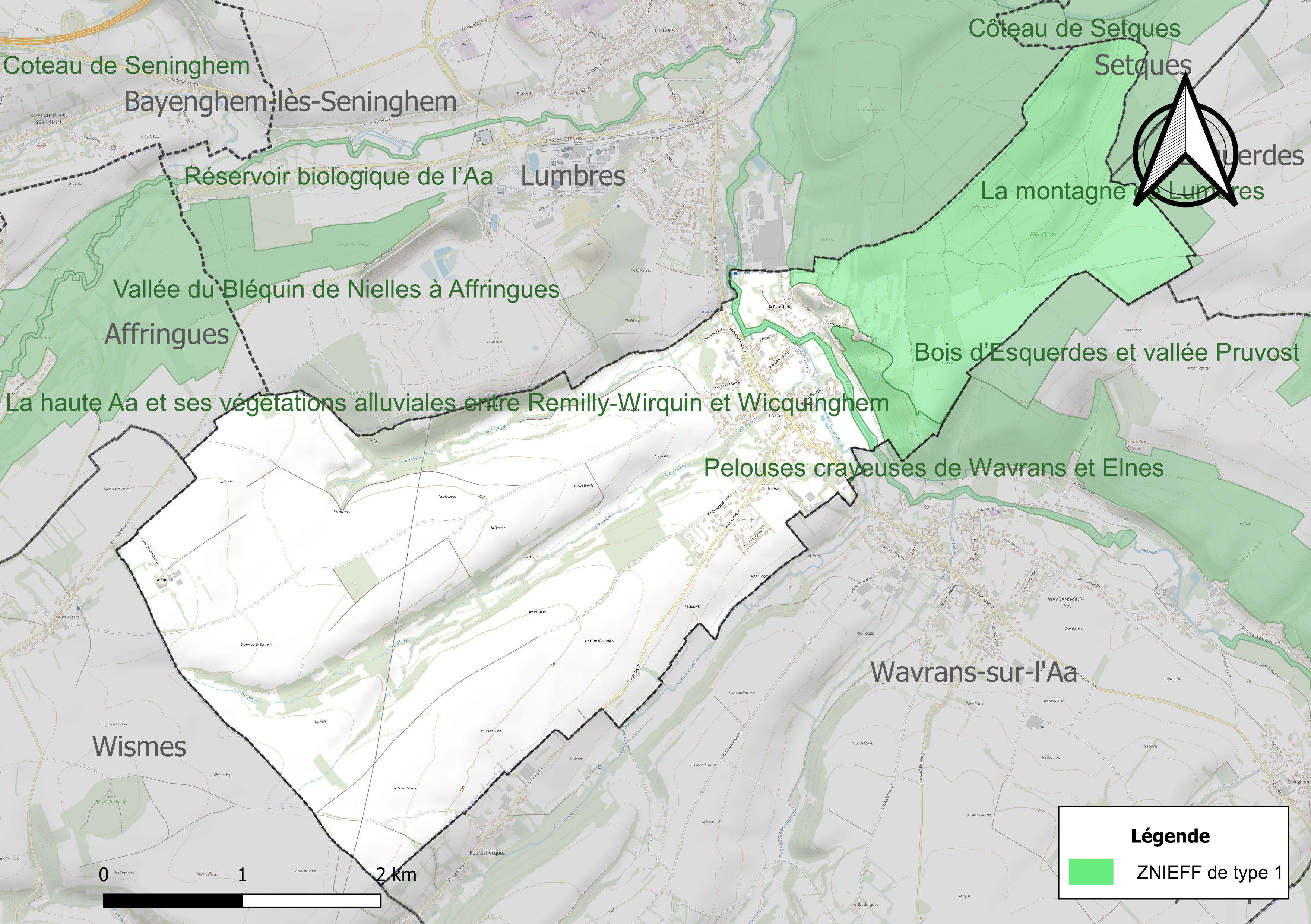
Carte des ZNIEFF de type 1 sur la commune.
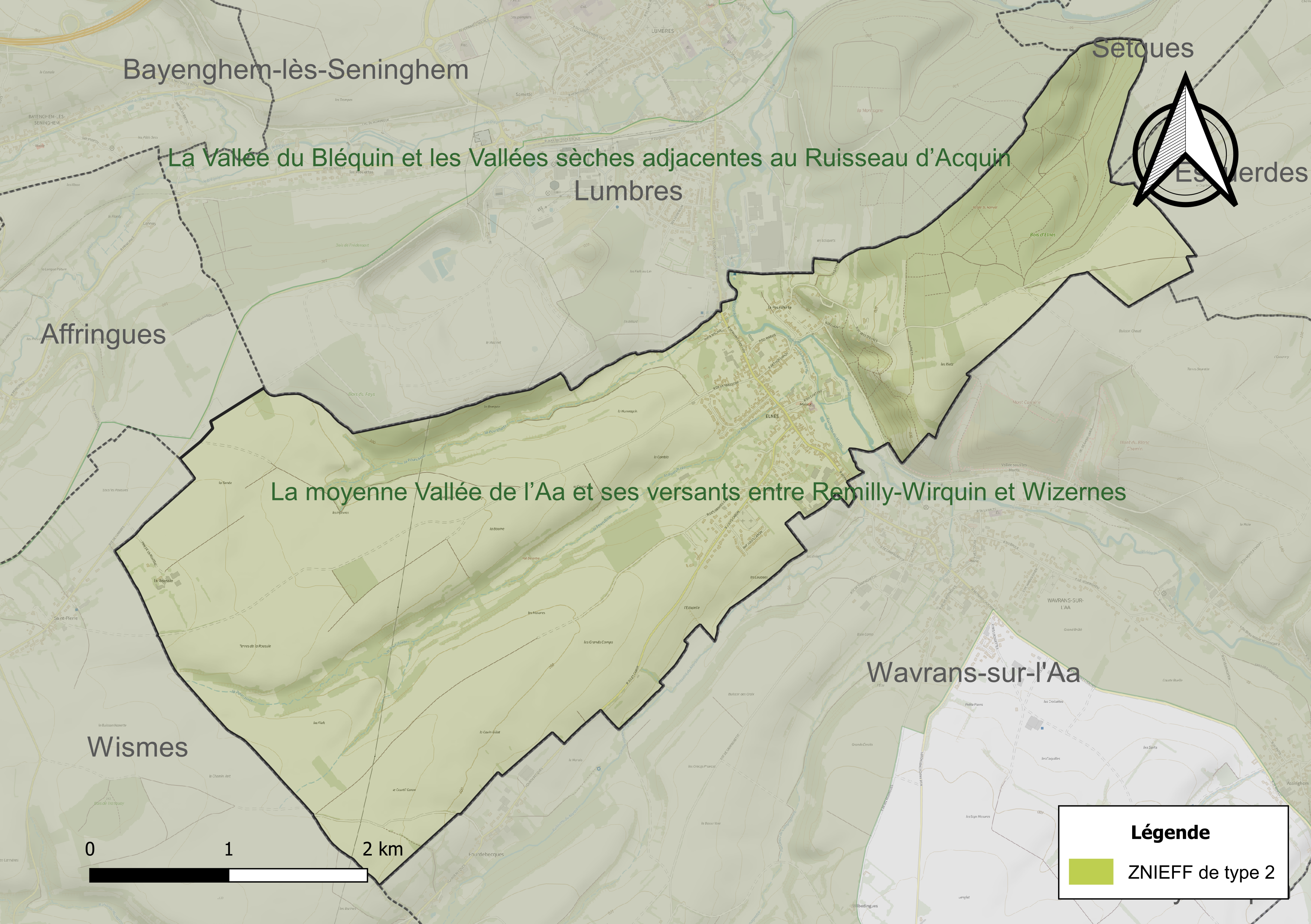
Carte de la ZNIEFF de type 2 sur la commune.

#### Site Natura 2000
Le réseau Natura 2000 est un réseau écologique européen de sites naturels d’intérêt écologique élaboré à partir des directives « habitats » et « oiseaux ». Ce réseau est constitué de zones spéciales de conservation (ZSC) et de zones de protection spéciale (ZPS). Dans les zones de ce réseau, les États Membres s'engagent à maintenir dans un état de conservation favorable les types d'habitats et d'espèces concernés, par le biais de mesures réglementaires, administratives ou contractuelles.
Sur la commune, un site Natura 2000 de type B est défini en site d'importance communautaire (SIC) : les pelouses, bois acides à neutrocalcicoles, landes nord-atlantiques du plateau d'Helfaut et le système alluvial de la moyenne vallée de l'Aa d'une superficie de 389 ha et répartis sur 14 communes.

## Urbanisme

### Typologie
Au 1er janvier 2024, Elnes est catégorisée bourg rural, selon la nouvelle grille communale de densité à sept niveaux définie par l'Insee en 2022.
Elle appartient à l'unité urbaine de Lumbres, une agglomération intra-départementale regroupant huit  communes, dont elle est une commune de la banlieue,,. Par ailleurs la commune fait partie de l'aire d'attraction de Saint-Omer, dont elle est une commune de la couronne,. Cette aire, qui regroupe 79 communes, est catégorisée dans les aires de 50 000 à moins de 200 000 habitants,.

### Occupation des sols
L'occupation des sols de la commune, telle qu'elle ressort de la base de données européenne d’occupation biophysique des sols Corine Land Cover (CLC), est marquée par l'importance des territoires agricoles (75 % en 2018), en diminution par rapport à 1990 (79,6 %). La répartition détaillée en 2018 est la suivante : 
terres arables (51,7 %), prairies (15,8 %), forêts (15,7 %), zones urbanisées (8,8 %), zones agricoles hétérogènes (7,4 %), mines, décharges et chantiers (0,5 %). L'évolution de l’occupation des sols de la commune et de ses infrastructures peut être observée sur les différentes représentations cartographiques du territoire : la carte de Cassini (XVIIIe siècle), la carte d'état-major (1820-1866) et les cartes ou photos aériennes de l'IGN pour la période actuelle (1950 à aujourd'hui).

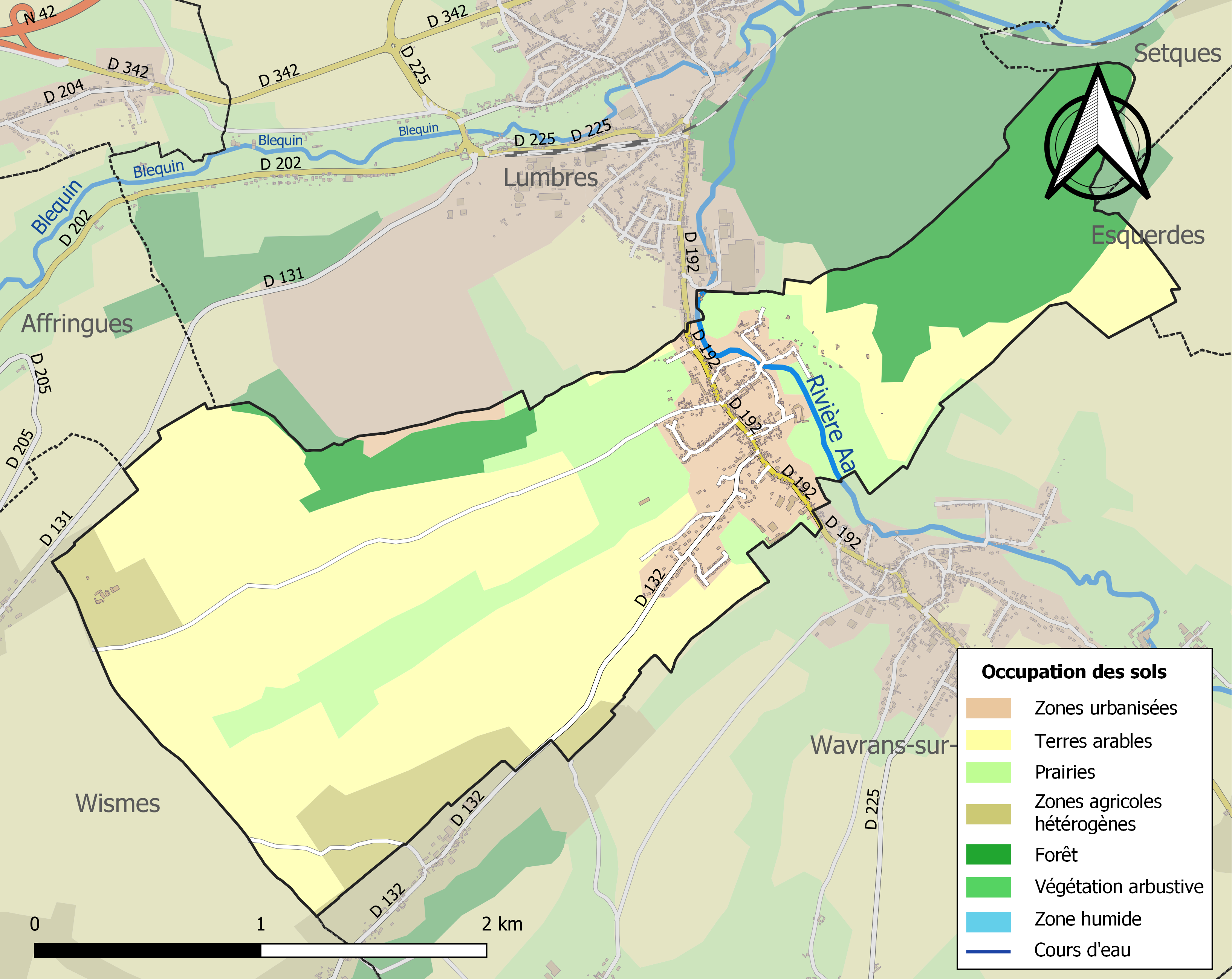
Carte des infrastructures et de l'occupation des sols de la commune en 2018 (CLC).

### Voies de communication et transports

#### Voies de communication
La commune est desservie par les routes départementales D 132 et D 192 et est située à 8 km, à l'ouest, de la sortie no 3 de l'autoroute A 26, aussi appelé autoroute des Anglais, reliant Calais à Troyes.

#### Transport ferroviaire
La commune se trouve à 18 km, au sud-ouest, de la gare de Saint-Omer, située sur les lignes de Lille aux Fontinettes et de Saint-Omer à Hesdigneul, desservie par des trains TER Hauts-de-France.

### Risques naturels et technologiques

#### Risque inondation
À la suite du passage des tempêtes Ciarán, Domingos et Elisa et des inondations et coulées de boue qui se sont produites, la commune est reconnue, par arrêté du 14 novembre 2023, en état de catastrophe naturelle pour inondations et coulées de boue sur la période du 2 au 12 novembre 2023, comme 179 autres communes du département.

## Toponymie
Le nom de la localité est attesté sous les formes Eusnes ou Ensnes en 1084 ; Euella en 1119 ; Enela en 1157 ; Enla en 1171 ; Helne en 1175 ; Ennela en 1179 ; Anla en 1184 ; Elne en 1220 ; Enle en 1365 ; Eulle  en 1507 ; Enlles en 1515 ; Oeulle en 1518 ; Esnes en 1545 ; Eulne en 1696 ; Elnes en 1720 ; Hennes en 1739 ; Elle ou Henne en 1739 ; Enne au XVIIIe siècle, Elnes en 1793 ; Eclues et Elnes depuis 1801.
Viendrait de l'anthroponyme germanique Engila.

## Politique et administration

### Découpage territorial
La commune se trouve dans l'arrondissement de Saint-Omer du département du Pas-de-Calais, depuis 1801.

#### Commune et intercommunalités
La commune est membre de la communauté de communes du Pays de Lumbres.

#### Circonscriptions administratives
La commune est rattachée au canton de Lumbres, depuis 1801.

#### Circonscriptions électorales
Pour l'élection des députés, la commune fait partie de la sixième circonscription du Pas-de-Calais.

### Élections municipales et communautaires

#### Liste des maires
| Période                                  | Période                   | Identité         | Étiquette | Qualité                                           |
| ---------------------------------------- | ------------------------- | ---------------- | --------- | ------------------------------------------------- |
| Les données manquantes sont à compléter. |                           |                  |           |                                                   |
| ?                                        | 1962                      | Médéric Merger   |           |                                                   |
| 1962                                     | 1995                      | Ernest Azelard   |           |                                                   |
| 1995                                     | 2014                      | Guy Catoen       | DVG       |                                                   |
| 2014                                     | En cours (au 30 mai 2020) | Jacques Delattre |           | Chef d'entreprise, Réélu pour le mandat 2020-2026 |

## Équipements et services publics

### Enseignement
La commune est située dans l'académie de Lille et dépend, pour les vacances scolaires, de la zone B.
La commune administre l'école primaire Henri Matisse.

### Justice, sécurité, secours et défense
La commune dépend du tribunal judiciaire de Saint-Omer, du conseil de prud'hommes de Saint-Omer, de la cour d'appel de Douai, du tribunal de commerce de Boulogne-sur-Mer, du tribunal administratif de Lille, de la cour administrative d'appel de Douai, du pôle nationalité du tribunal judiciaire de Boulogne-sur-Mer et du tribunal pour enfants de Saint-Omer.

## Population et société

### Démographie
Les habitants sont appelés les Elnois.

#### Évolution démographique
L'évolution du nombre d'habitants est connue à travers les recensements de la population effectués dans la commune depuis 1793. Pour les communes de moins de 10 000 habitants, une enquête de recensement portant sur toute la population est réalisée tous les cinq ans, les populations de référence des années intermédiaires étant quant à elles estimées par interpolation ou extrapolation. Pour la commune, le premier recensement exhaustif entrant dans le cadre du nouveau dispositif a été réalisé en 2008.

En 2022, la commune comptait 847 habitants, en évolution de −9,41 % par rapport à 2016 (Pas-de-Calais : −0,72 %, France hors Mayotte : +2,11 %).
| 1793 | 1800 | 1806 | 1821 | 1831 | 1836 | 1841 | 1846 | 1851 |
| ---- | ---- | ---- | ---- | ---- | ---- | ---- | ---- | ---- |
| 344  | 204  | 368  | 382  | 349  | 357  | 382  | 426  | 422  |

| 1856 | 1861 | 1866 | 1872 | 1876 | 1881 | 1886 | 1891 | 1896 |
| ---- | ---- | ---- | ---- | ---- | ---- | ---- | ---- | ---- |
| 417  | 397  | 385  | 407  | 411  | 425  | 459  | 459  | 442  |

| 1901 | 1906 | 1911 | 1921 | 1926 | 1931 | 1936 | 1946 | 1954 |
| ---- | ---- | ---- | ---- | ---- | ---- | ---- | ---- | ---- |
| 450  | 456  | 462  | 461  | 489  | 488  | 502  | 503  | 471  |

| 1962 | 1968 | 1975 | 1982 | 1990 | 1999 | 2006 | 2008 | 2013 |
| ---- | ---- | ---- | ---- | ---- | ---- | ---- | ---- | ---- |
| 440  | 529  | 666  | 610  | 692  | 721  | 813  | 839  | 957  |

| 2018 | 2022 | - | - | - | - | - | - | - |
| ---- | ---- | - | - | - | - | - | - | - |
| 894  | 847  | - | - | - | - | - | - | - |

#### Pyramide des âges
En 2018, le taux de personnes d'un âge inférieur à 30 ans s'élève à 39,6 %, soit au-dessus de la moyenne départementale (36,7 %). À l'inverse, le taux de personnes d'âge supérieur à 60 ans est de 20,2 % la même année, alors qu'il est de 24,9 % au niveau départemental.
En 2018, la commune comptait 429 hommes pour 465 femmes, soit un taux de 52,01 % de femmes, légèrement supérieur au taux départemental (51,5 %).
Les pyramides des âges de la commune et du département s'établissent comme suit.
| Hommes | Classe d’âge | Femmes |
| ------ | ------------ | ------ |
| 0,7    | 90 ou +      | 1,1    |
| 3,3    | 75-89 ans    | 7,5    |
| 14,0   | 60-74 ans    | 13,5   |
| 22,6   | 45-59 ans    | 17,2   |
| 19,1   | 30-44 ans    | 21,7   |
| 18,9   | 15-29 ans    | 15,9   |
| 21,4   | 0-14 ans     | 23,0   |

| Hommes | Classe d’âge | Femmes |
| ------ | ------------ | ------ |
| 0,5    | 90 ou +      | 1,6    |
| 5,6    | 75-89 ans    | 8,9    |
| 16,7   | 60-74 ans    | 18,1   |
| 20,2   | 45-59 ans    | 19,2   |
| 18,9   | 30-44 ans    | 18,1   |
| 18,2   | 15-29 ans    | 16,2   |
| 19,9   | 0-14 ans     | 17,9   |

### Sports et loisirs

#### Loisirs
Après la liaison douce, créée à l'initiative de la communauté de communes du Pays de Lumbres et inaugurée en 2021, le long de l’Aa, entre Lumbres et Remilly-Wirquin, via Wavrans-sur-l'Aa et Elnes, en 2023, un nouveau tronçon est ouvert entre Acquin-Westbécourt et Lumbres, long de 4,9 km,.

## Culture locale et patrimoine

### Lieux et monuments
- Le château, datant du XVe – XVIe siècle et rénové au XIXe siècle.
- L'église Saint-Martin.
- Le monument aux morts[52].

### Héraldique
| Blason de Elnes | Blason  | Écartelé : aux 1er et 4e d'argent au lion de sable, à la bordure de gueules, aux 2e et 3e contre-écartelé d'or et de sable. |
| Blason de Elnes | Détails | Écartelé des armes, retrouvées dans l'église locale, de la famille de Fiennes, auxquelles fut ajoutée une bordure rouge, et de Lens en Artois ; qui furent toutes deux suzeraines de la seigneurie d'Elnes. Adopté par la municipalité le 18 novembre 1995. |

## Pour approfondir